# 細田史雄
細田 史雄（ほそだ ふみお、1965年5月27日 - ）は、NHKのシニアアナウンサー。2025年4月から4回目の沖縄局勤務。

## 人物
東京都出身。東京都立西高等学校を経て、上智大学文学部を卒業後、1989年（平成元年）に入局。

## 嗜好・挿話
- 趣味はスクーバダイビング。潜水取材班の講師として後進の指導にも当たっている。
- 11箇所の赴任地の内10箇所は西日本。この内4回は沖縄放送局(2025年4月〜)。
- 岡山局と大分局時代は登山をしていた[1]。

## 現在の担当番組
- 沖縄県のニュース・中継等
- ニュース845沖縄（不定期）

## 過去の担当番組
沖縄放送局時代（1度目）
- 沖縄県のニュース・気象情報等

津放送局時代
- 三重県の中継等

京都放送局時代
- 京都府の中継等

鹿児島放送局時代
- 鹿児島県のニュース・気象情報等
- さきどり!情報かごしま（キャスター）

宮崎放送局時代（1度目）
- 宮崎県のニュース・気象情報等
- ニュース845宮崎（不定期）
- NHKニュース宮崎645（不定期）
- NHKニュースおはよう宮崎（不定期）
- いっちゃがワイド（編責）
- 昼前みやざき（編責）
- 宮崎放送局制作番組の編責
- 放送部副部長（アナウンス統括）

沖縄放送局時代（2度目）
- 沖縄県のニュース・気象情報等
- ハイサイ!ニュース610（ナマからハイサイ!）
- 沖縄熱中倶楽部（パーソナリティー）
- ニュース845沖縄（不定期）
- おはよう沖縄（不定期）

大分放送局時代
- 大分発ラジオ深夜便（2014年10月25日・アンカー）[3]
- 大分県のニュース・気象情報等
- しんけんワイド大分（キャスター代行等）
- ニュース845おおいた（不定期）
- おはよう大分（不定期）

岡山放送局時代
- もぎたて!（リポーター、編集責任者）
- ひるまえ直送便・岡山（編集責任者）
- @okayama（編集責任者）
- 岡山県のニュース・気象情報等
- 番組統括業務・アナウンス統括
- 放送部副部長
- 岡山ニュース845（不定期）
- NHKニュースおはよう岡山（不定期）

沖縄放送局時代（3度目）
- 放送部副部長（2018年6月-2023年3月）→コンテンツセンターアナウンスグループ統括（2023年4月-6月）
- 沖縄県のニュース・気象情報、中継等
- 沖縄放送局制作番組の編集責任者
- 沖縄熱中倶楽部（編集長）
- ニュース845沖縄（不定期）
- おはよう沖縄（不定期）
- おきなわHOTeye（編集責任者）
- 緊急報道（沖縄放送局発）

宮崎放送局時代（2度目）
- 宮崎県のニュース・中継等
- ニュース845宮崎（不定期）
- てげビビ!わけもん短歌コーナー進行（不定期月曜日、2023年9月 - ）
  - 道上美璃異動に伴う代理キャスター（2024年3月26日）
  - 堀井優太の代理キャスター（2024年8月13・14日）

沖縄放送局時代（4度目）